# Toana excisa
Toana excisa là một loài bướm đêm trong họ Noctuidae.